# 梁松
梁松（?—?），梁統的長子。漢光武帝的女婿。
梁統官九江郡任太守，清廉剛正。梁統死後，梁松襲侯。娶舞陰公主劉義王，升虎賁中郎將。梁松博通經書，“明習故事，與諸儒修明堂，辟雍、郊祀，封禪禮儀。”，由郎将（侍从长）提升为虎贲郎将（皇帝身边贴身侍卫），常伴皇帝左右。有一次马援生病，梁松亲往探望，为表示恭敬，梁松在床前一拜。马援並不回禮，仅是“嗯”了一声，梁松很是不滿。
建武二十四年（48年），馬援遠征武陵、五溪。建武二十五年（49年）三月，病死於軍中。梁松被派遣至武陵監軍，他在五溪調查馬援，狀告馬援指揮作戰錯誤，在交趾打仗時又私下搜括大批的珍珠。汉光武帝驾崩，遗诏辅政。汉明帝時，梁松因私荐官员，事发被免官。永平四年（61年）冬，又涉写飛書（匿名书）诽谤，下狱论死。梁松之弟梁竦被牵连，贬至南方九真（今越南共和國清化市）。